# Curtis Yarvin
Curtis Guy Yarvin (né le 25 juin 1973), se faisant également appeler Mencius Moldbug, est un informaticien et blogueur américain d'obédience néoréactionnaire. Ses écrits de philosophie politique ont inspiré l'émergence d'une idéologie dite des Lumières obscures portée par le philosophe anglais Nick Land (l'un des fondateurs de l'accélérationnisme politique). Yarvin s'inscrit dans l'idéologie politique néoréactionnaire (dite NRx) : les « Lumières obscures » (Dark enlightenment) devenu l'un des fondements idéologiques de l'alt-right nord-américaine,, bien que contrairement à celle-ci, elle se veut élitiste et non populiste.
Il est très proche de Peter Thiel, de Marc Andreessen (milliardaire et conseiller informel du président Trump), de J. D. Vance et de Michael Anton. Selon Yarvin, la démocratie américaine, définitivement brisée, doit être remplacée par un système monarchique inspirée d'une start-up technologique de la Silicon Valley mais qui serait autoritaire, voire impérialiste (dirigée par un "techno-César") et technocratique (il aurait ainsi favorisé l'arrivée d'Elon Musk dans l'administration Trump). Il serait aussi à l'origine d'un controversé plan Gaza de Donald Trump, visant à transformer Gaza en une "ville-entreprise", ou charter city, au moyen d'actions échangeables sur les marchés mondiaux.

## Biographie
Né en 1973, Curtis Yarvin intègre l'université Brown en 1988 et en sort diplômé en 1992 avec une licence (Bachelor of Arts) en informatique. Il poursuit ses études à l'université Berkeley dans le programme doctoral (PhD) du département d'informatique qu'il ne termine finalement pas.
Il blogue sous le pseudonyme de Mencius Moldbug à partir de 2007.
En 2013, Yarvin travaille moins sur ses blogs, pour revenir à l'un de ses sujets professionnels : un algorithme qu'il développe depuis 10 ans environ (depuis 2002) qui se veut être l'épine dorsale d'Urbit, un produit informatique qui, selon lui, restructurerait la façon dont les gens utilisent Internet,. En 2013, il a lancé la société Tlon, basée à San Francisco, pour superviser le développement d'Urbit. Selon Wolfe-Pauly, l'un de ses associés, la société est financée par la branche de capital risque de Thiel (Thiel Founders Fund), mais Thiel ne se serait pas personnellement impliqué. L'un des cofondateurs de la société, John Burnham, qui ne travaille plus avec Yarvin et Wolfe-Pauly, se présente comme récipiendaire de la bourse Thiel, dont il aurait utilisé les recettes pour des projets sans rapport avec ceux de Yarvin.
En 2015, son invitation concernant Urbit à la conférence de Strange Loop est annulée à la suite de plaintes faites par d'autres participants concernant ses positions racistes,. En 2016, son invitation à la conférence de programmation fonctionnelle LambdaConf entraîne le retrait de cinq intervenants, deux sous-conférences, et plusieurs sponsors,.
Il attire l'attention publique en février 2017 quand Politico rapporte que Steve Bannon, figure américaine de l'alt-right (extrême droite) alors nommé conseiller stratégique de Donald Trump (durant sept mois avant d'être licencié), aurait été en contact via des intermédiaires avec Curtis Yarvin et lirait son blog. L'histoire est publiée par d'autres magazines et journaux, dont The Atlantic, The Independent, et Mother Jones. Yarvin (sous le nom de Moldbug) a notamment écrit sur son blog  « Qu'y a-t-il de si mauvais chez les nazis ? », et un an plus tôt Breitbart News (média politique ultra-conservateur et d'extrême droite, présidé depuis 2012 par Steve Bannon) avait élogieusement décrit le travail de Yarvin, en le présentant comme « les premières pousses d'une nouvelle idéologie conservatrice ». Cependant, en 2017, Yarvin dément être en contact avec Bannon « directement ou indirectement ».
En 2019, alors que la pandémie de Covid-19 émerge, après une absence presque totale de cinq années de la blogosphère, Yarvin redevient blogueur.
Fin 2024, The Guardian le présente comme « le blogueur qui va influencer la présidence américaine de Donald Trump ».
Le 18 janvier 2025, il accorde près d'une heure d'interview au New York Times,. Le 21 janvier 2025, Le Grand Continent publie une traduction en français de l'entretien.
En février 2025, selon Le Grand Continent, Curtis Yarvin est l'influence intellectuelle du projet d'annexion de la bande Gaza par les États-Unis de Donald Trump.
En mai 2025, Curtis Yarvin est invité en tant que conférencier à l'Université Harvard où il débat avec la professeur Danielle Allen (en).

## Idéologie et opinions politiques
(avril 2020).
Yarvin publie un premier texte-manifeste idéologique, qui insiste sur l'alignement du droit de propriété avec le pouvoir politique, qu'il baptise le formalisme, d'après le concept de formalisme juridique (en).
Il renomme plus tard son approche en Néo-caméralisme : « J'ai choisi, dit-il, le mot principalement pour son absence de résultats sur Google, mais il doit rappeler aussi le caméralisme, la philosophie de Frédéric le Grand, dont l'Anti-Machiavel est une bonne lecture pour quiquonque se demande ce qui a mal tourné aux XIXe et XXe siècles ». Le néocaméralisme aligne le fonctionnement du parlement sur celui d'une assemblée générale d'actionnaires qui élisent un PDG dont le rôle est de gérer l'État comme une entreprise cherchant à maximiser son profit. Le journaliste Pablo Stefanoni qualifie cette idéologie de « féodalisme entrepreneurial ».
Arnold Kling est le premier à qualifier Curtis Yarvin de « néo-réactionnaire », en 2010 ; une étiquette adoptée par ses partisans et acceptée par Yarvin lui-même, qui lui préfère cependant le terme de  « restaurationniste ». La restauration qu'il préconise serait un défaut souverain suivi d'une restructuration de l'État qui ouvrirait « une nouvelle époque où le gouvernement sécurisé, responsable, et efficace peut aussi facilement être considéré comme acquis que l'eau du robinet potable, l'électricité toujours allumée, ou un moteur de recherche qui affiche du porno seulement si on cherche du porno ».
L'idéal de Curtis Yarvin est une planète divisée en cités-État techno-autoritaires et en concurrence entre elles afin d'attirer les citoyens. Les citoyens seraient privés de moyen d'expression démocratique. Ils auraient la liberté de déménager d'une cité-État à l'autre. Une cité-État qui userait de l'arbitraire contre ses « citoyens clients » risquerait ainsi de les perdre et donc de faire faillite.
Curtis Yarvin s'est réclamé des idées de Ludwig von Mises avant d'adopter celles de Thomas Carlyle. Il remarque : « Comme d'autres personnes, j'ai le désir, et je devrais avoir la possibilité, de vivre dans un régime libéral d'ordre spontané, qui n'est pas planifié d'en haut mais émerge par l'interaction naturelle et incontrôlée d'atomes humains libres. Hayek en particulier, même s'il n'est sûrement pas un Mises, est éloquent sur ce sujet. Ce que ma conversion à la secte de Carlyle a changé - complètement - c'est ma compréhension des moyens par lesquels cette société libre doit être réalisée ».
En 2016, avant la présidentielle américaine, pour lui, Donald Trump n'a « pas d'idéologie du tout ». Il lui préfèrerait « un PDG avec un vrai bilan d'exécution stratégique dans une grosse entreprise — un Elon Musk ou Jeff Bezos —  qu'il souhaiterait voir se présenter contre Trump », quelle que soit l'idéologie du candidat. Pour Mencius Moldbug, les Américains pourraient en finir avec la démocratie en élisant un président qui promette d'annuler la constitution. Yarvin considère que la démocratie, qui favorise l'alternance de partis en concurrence pour le pouvoir, encourage un consumérisme effréné et la corruption au lieu de l'investissement à long terme. Il voit une alternative plus efficace dans un « gouvernement autoritaire basé sur une élite issue du monde des affaires, technocratique et blanche ». Alexandra Wolfe la décrit comme « la monarchie ou la dictature ».
En 2019, Mark Sedgwick le cite parmi d'autres penseurs émergents de la nouvelle droite, qui pourraient devenir influents, et, selon Marc Tuters (qui étudie les sous-cultures radicales sur Internet à l'Université d'Amsterdam), si les autres personnes citées par Sedgwick ont pour la plupart été oubliés, « Curtis Yarvin, lui, est resté ».
En avril 2024, le journaliste Pablo Stefanini voit en lui un lien entre les « néo réactionnaires » et les « nationaux populistes » comme Trump et ses partisans ; et en novembre, Le journal Le Monde dans un article estimant que la droite-tech est en train de prendre le pouvoir, qualifie les idées de Curtis Yarvin d'« incendiaires ». En décembre, dans The Guardian, Robert Evans (chercheur sur l'extrémisme), estime que chez Yarvin, « ce qui est unique, c'est sa façon de redéfinir ou de reconditionner de vieilles idées réactionnaires d'une manière qui plaise aux enfants libertariens de l'industrie de la technologie, et en amenant finalement certains d'entre eux à adopter beaucoup d'idées d'extrême droite ».

### «La cathédrale»
Yarvin développe dans son blog un concept qu'il appelle « La cathédrale », pour désigner une supposée alliance informelle entre médias et institutions académiques d'élite. Selon lui, la cathédrale a une influence dominante sur la société américaine, en agissant comme une organisation centralisée, bien qu'elles n'aient pas de lien organisationnel direct,.

### Racisme
En avril 2007, sous pseudonyme, il lance son blog (Unqualified Reservations), où il précise : « bien que je ne sois pas nationaliste blanc, je ne suis pas vraiment allergique à cette chose ». Il affirme que les personnes blanches sont génétiquement dotées de quotient intellectuel plus élevés que les personnes noires,.
Dans un billet de 2009, il promeut une hiérarchisation raciste des populations humaines en s'appuyant sur les écrits de Thomas Carlyle, affirmant que certaines populations seraient biologiquement plus adaptées à être réduites en esclavage,.

## Influence
Ses écrits contribuent à l'émergence du courant néoréactionnaire.
Dans les années 2020, ses idées influencent le présentateur Tucker Carlson et les hommes politiques J. D. Vance et Blake Masters. Il est considéré comme une figure intellectuelle majeure de la « Nouvelle Droite » américaine.

## Traductions françaises
- Unqualified Reservations : Anéantir le progressisme sans devenir conservateur, préf. Julien Rochedy, Éditions du Royaume, 648 p., 2025  (ISBN 978-2492571244)